# Don Juan Tenorio (película de 1898)
Don Juan Tenorio es un cortometraje dramático de cine mudo de 1898, dirigido por Salvador Toscano a partir de la obra de teatro española homónima original de José Zorrilla. Es la primera película basada en la antedicha pieza teatral, al igual que la primera cinta mexicana distribuida internacionalmente. Se desconoce de la existencia de alguna copia preservada, por lo que es considerado como una película perdida.

## Reparto
- Paco Gavilanes como Don Juan[4]